# 2025-ös pápai konklávé
A 2025-ös pápai konklávé Ferenc pápa 2025. április 21-i halála után, május 7-én kezdődött meg, mikor a bíborosok összegyűltek, hogy megválasszák a római katolikus egyház következő egyházfőjét, vagyis a Római egyházmegye megyéspüspökét, a pápát.
A konklávé a negyedik fordulóban Robert Francis Prevost bíborost választotta meg a következő egyházfőnek, aki a XIV. Leó nevet választotta.

## Lebonyolítás

### Esélyes jelöltek
A konklávé bíborosai bármelyik megkeresztelt katolikus férfit megválaszthatják, de 1389 óta mindig a bíborosok közül kerültek ki a pápák. A pápaválasztás szakértői néhány bíborost valószínűbbnek tartanak a megválasztásra, mint a többieket – az ő megnevezésük papabile, vagyis magyarul alkalmas/esélyes pápajelölt. Voltak azonban olyan esetek is, mikor az új egyházfő nem a papabilék közül került ki. A legutóbbi esetek XXIII. János 1958-ban, I. János Pál és II. János Pál 1978-ban.
Az esélyesebbnek tartott jelöltek:
- Erdő Péter: az Esztergom-Budapesti főegyházmegye érseke, Magyarország prímása
- Reinhard Marx: a München-Freisingi főegyházmegye érseke, pápai tanácsos
- Pietro Parolin: vatikáni államtitkár
- Robert Francis Prevost: bíboros, érsek, az Albanói egyházmegye püspöke, a Püspöki Kongregáció prefektusa
- Luis Antonio Tagle: a Manilai főegyházmegye korábbi érseke, a Népek Evangelizációjának Kongregációja prefektusa, a Nemzetközi Karitász elnöke
- Matteo Zuppi: a Bolognai főegyházmegye érseke, az Olasz Püspöki Konferencia elnöke
- Jean-Marc Aveline: a Marseille-i főegyházmegye érseke, bíboros
- Mario Grech: máltai bíboros, a Püspöki szinódus főtitkára
- Juan Jose Omella: a Barcelonai főegyházmegye érseke
- Joseph Tobin: a Newarki főegyházmegye érseke
- Peter Turkson: ghánai bíboros, az Igazság és Béke Pápai Tanácsának elnöke
- Pierbattista Pizzaballa: olasz bíboros, korábbi szentföldi ferences kusztosz, 2020-tól jeruzsálemi latin pátriárka

## A pápaválasztás folyamata
| A konklávéra alkalmas bíborosok régiónként 2025. április 21-én |     |
| Olaszország                                                    | 17  |
| Európa többi része                                             | 36  |
| Ázsia                                                          | 23  |
| Észak Amerika                                                  | 20  |
| Dél-Amerika                                                    | 17  |
| Afrika                                                         | 18  |
| Óceánia                                                        | 4   |
| Összes választó                                                | 135 |

Szent Péter trónjának megüresedésekor 80 éves vagy annál idősebb bíborosok nem vehetnek részt a konklávén. Ferenc pápa halálának napján, 2025. április 21-én a Bíborosi Kollégiumban 252 bíboros volt, akik közül 135-en 80 év alattiak, azaz „választó bíborosok”. A Romano Pontifici eligendo óta maximum 120 bíboros vehetne részt egy konklávén; ha a jogosult bíborosok száma meghaladja a 120-at, a legfrissebben kinevezett bíborosokat kellene kizárni a szavazásból. Ennek ellenére a 2025-ös konklávén mind a 133 jelenlévő, pápaválasztó joggal rendelkező bíboros részt vehetett.
A konklávé során a Sixtus-kápolnában megtartott titkos szavazással választanak új pápát. A sikeres pápaválasztáshoz kétharmados többség szükséges. Amennyiben az első kör során nem születik eredmény, úgy másnap délelőtt újabb szavazással folytatják a konklávét. Egy nap maximum négy szavazást tartanak (kettőt délelőtt, kettőt délután), egészen addig, amíg nem sikerül új egyházfőt választani. Az eredményes pápaválasztást a Sixtus-kápolna kéményéből felszálló fehér színű füst jelzi (sikertelen választás esetén a füst színe fekete)
Két bíboros, a spanyol Antonio Canizares és a kenyai John Njue egészségügyi okok miatt nem vett részt a konklávén.

### Május 7.
A konklávé 2025. május 7-én, 16:30-kor kezdődött, ekkor zárkóztak be a bíborosok a Sixtus-kápolnába; az ajtót a legfiatalabb bíboros, Mikola Bicsok zárta le.  E napon mindössze egy szavazás került megrendezésre, mely nem hozott eredményt, így a következő napon folytatódott a konklávé.

### Május 8.: eredmény
Az első kettő május 8-i szavazáson ismét nem volt eredmény, 10:30-kor és 11:45-kor, 11:51-kor fekete füst jelent meg a Sixtus-kápolna felett, a két reggeli szavazás eredményét mutatva.
18:07-kor fehér füst áramlott ki a Sixtus-kápolna kéményéből, jelezve, hogy az új pápát a negyedik szavazás során megválasztották. Az új pápa az amerikai származású Robert Francis Prevost, azaz XIV. Leó lett. Ő az egymás utáni harmadik pápa, akit a második napon megválasztottak (XVI. Benedek és Ferenc, az előző kettő pápa is a második napon lett megválasztva). A Szent Péter téren 50 ezer ember gyűlt össze a konklávé eredményének bejelentésére várva.